# Xylopia blancoi
Xylopia blancoi är en kirimojaväxtart som beskrevs av S. Vidal. Xylopia blancoi ingår i släktet Xylopia och familjen kirimojaväxter. Inga underarter finns listade i Catalogue of Life.